# 다코지마촌
다코지마촌(蛸島村)은 이시카와현 스즈군에 설치되었던 촌이다.